# Robert Schönmayr

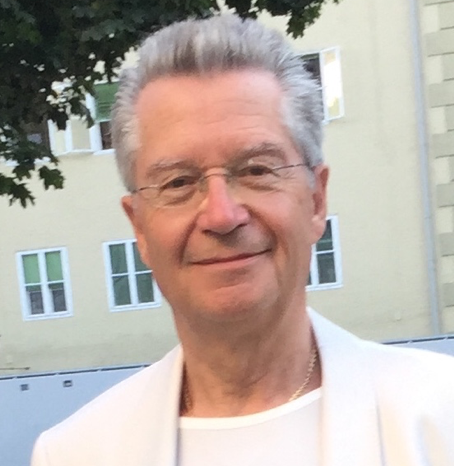
Robert Schönmayr

Robert Schönmayr (* 9. September 1947 in Linz) ist ein deutscher Neurochirurg und Gründungsdirektor der Klinik für Neurochirurgie der Dr. Horst Schmidt Kliniken Wiesbaden, deren Träger zu diesem Zeitpunkt die Landeshauptstadt Wiesbaden war.

## Werdegang
Schönmayr besuchte das humanistische Maximilians-Gymnasium in München, das  Gymnasium der Benediktiner in Ettal und das Carl-von-Linde Gymnasium Kempten/Allgäu, wo er 1966 das Abitur ablegte. Es folgte ein Studium der Humanmedizin an der Julius-Maximilians-Universität Würzburg und der  Technischen Universität München, dort 1972 medizinisches Staatsexamen und Promotion zum Dr. med. mit dem Thema „Die klinisch wichtigen Fremdreflexe des Menschen“ bei Albrecht Struppler. Eine Weiterbildung zum Neurochirurgen erhielt er zunächst bei Hermann Hager am Neuropathologischen Institut der JLU-Gießen, danach bei Hans-Werner Pia in Gießen mit Abschluss 1980. Dort erfolgte auch seine Habilitation 1986. Von 1990 bis 1992 war er leitender Oberarzt und stellvertretender Direktor der Neurochirurgischen Klinik am Nordstadtkrankenhaus Hannover bei  Madjid Samii. 1992 erfolgte seine Berufung zum Gründungsdirektor der Klinik für Neurochirurgie der – damals städtischen – Dr.-Horst-Schmidt-Kliniken Wiesbaden, die er bis zu seinem Eintritt in den Ruhestand 2012 leitete. Seit 1993 ist er apl. Professor an der Justus-Liebig-Universität Gießen. Bis heute ist er in freier Praxis am Rhein-Main-Medical-Center Wiesbaden neurochirurgisch tätig.
Er ist Mitglied nationaler und internationaler Fachgesellschaften und hat an der Gründung der Deutschen Gesellschaft für Schädelbasischirurgie mitgewirkt. Er befasste sich insbesondere mit innovativen Techniken in der Neurochirurgie wie computergestützter intraoperativer Navigation bei intrakraniellen und neuroendoskopischen Eingriffen sowie Roboter-assistierten Verfahren bei Wirbelsäulenoperationen. Er war an der Entwicklung von innovativen Operationstechniken und Wirbelsäulenimplantaten beteiligt; so führte er 1996 in Zusammenarbeit mit Charles D. Ray in Wiesbaden die weltweit erste Implantation einer Bandscheiben-Nukleus-Prothese (PDN) durch. Als medizinischer Beirat mehrerer Medizinproduktehersteller wirkte er maßgeblich an der Entwicklung und Zulassung von Wirbelsäulenimplantaten zur Wirbelkörperstabilisierung, von Bandscheibenprothesen und dynamischen Stabilisierungssystemen mit. Um Investitionen in Medizingeräte und wissenschaftliche Projekte zu unterstützen, gründete er 1993 die gemeinnützige „Wiesbadener Neurochirurgische Gemeinschaft (WING)“, die erheblich zur Ausstattung der Klinik mit modernster Technik beitrug. Mit Übergang der Klinik in private Trägerschaft stellte sie ihre Tätigkeit ein. Robert Schönmayr ist mit der von ihm 1974 in Salzburg geehelichten US-amerikanischen Staatsbürgerin und ehemaligen Purserette bei der Deutschen Lufthansa Jutta „Judy“ Schönmayr verheiratet, die er 1973 während des Jom-Kippur-Krieges in Ägypten kennengelernt hatte.